# خوسيه بيريوكوف
خوسيه بيريوكوف (بالإسبانية: José Biriukov)‏ مواليد 03 فبراير 1963، هو لاعب كرة سلة إسباني سابق.

## فرق لعب لها
- ريال مدريد بالونكيستو

## روابط خارجية
- خوسيه بيريوكوف على موقع الاتحاد الدولي لكرة السلة (الإنجليزية)
- خوسيه بيريوكوف على موقع الدوري الإسباني لكرة السلة (الإسبانية)
- خوسيه بيريوكوف على موقع ريلجم (الإنجليزية)
- خوسيه بيريوكوف على موقع بروبوليرز (الإنجليزية)
- خوسيه بيريوكوف على موقع سبورتس رفرنس (الإنجليزية)
- خوسيه بيريوكوف على موقع أوليمبيديا (الإنجليزية)